# Carrie & Lowell
Carrie & Lowell és el setè àlbum d'estudi del músic estatunidenc Sufjan Stevens, publicat a través d' Asthmatic Kitty el 31 de març de 2015. A diferència del seu àlbum anterior, l'electrònic The Age of Adz, Carrie & Lowell marca el retorn de l'intèrpret cap a les seves arrels indie-folk. Aquesta nova gravació va obtenir un bon acolliment per part de la crítica especialitzada, les quals van destacar l'autor com al "millor Stevens".

## Gravació
Les cançons de l'àlbum van ser gravades en l'any 2014 en l'oficina de Stevens, en Dumbo, Brooklyn, i a l'estudi de Pat Dillett (productor musical) a Manhattan, entre d'altres ubicacions. Les cançons van ser inspirades per la mort de la mare de Sufjan, Carrie, i pels viatges familiars a Oregon que feien quan Sufjan encara era un nen. La mare de Sufjan va patir diverses dolències: depressió, esquizofrènia, i addiccions. Va abandonar a Stevens quan ell encara tenia l'edat d'un any. Segons Stevens, la composició i gravació de l'àlbum el va ajudar a tancar i superar el capítol que suposava a la seva vida la mort de la seva mare. El títol de l'àlbum inclou una referència al seu padrastre, Lowell, el qual va cofundar el segell Asthmatic Kitty, juntament amb Sufjan.
L'àlbum va ser co-produït per Thomas Bartlett, un músic i amic de Sufjan, el qual recentment també havia tingut una pèrdua: el seu germà, per culpa del càncer. Sobre el treball de producció de Barlett, Stevens va dir: "Thomas va prendre tots aquests croquis i li va donar sentit a tot".

## Llista de cançons
Totes les cançons escrites per Sufjan Stevens. 
| Núm. | Títol                                 | Durada |
| ---- | ------------------------------------- | ------ |
| 1.   | «Death with Dignity»                  | 3:59   |
| 2.   | «Should Have Known Better»            | 5:07   |
| 3.   | «All of Me Wants All of You»          | 3:41   |
| 4.   | «Drawn to the Blood»                  | 3:18   |
| 5.   | «Eugene»                              | 2:26   |
| 6.   | «Fourth of July»                      | 4:39   |
| 7.   | «The Only Thing»                      | 4:44   |
| 8.   | «Carrie & Lowell»                     | 3:14   |
| 9.   | «John My Beloved»                     | 5:04   |
| 10.  | «No Shade in the Shadow of the Cross» | 2:40   |
| 11.  | «Blue Bucket of Gold»                 | 4:43   |